# 喬丁·波爾特
喬丁·波爾特（英語：Jordyn Poulter，1997年7月31日—），美國女子排球運動員，司職舉球員。現時效力於LOVB鹽湖城。
她是美國國家女子排球隊隊員。她代表美國出戰2020年東京奧運奪得金牌，並首度在世界賽上獲得最佳舉球員之榮譽。

## 生涯
波爾特在大學時已經多次獲得最佳舉球員之稱。由於當時美國女排三位主力舉球員：艾莉莎·格拉絲及寇特妮·湯普森退役及卡莉·洛伊退出國家隊。主教練便招攬不同舉球員，波爾特是其中一人。她憑著出色的技術，很快便成為隊中的主力。

## 獎項

### 个人荣誉
- 2021年女子排球國家聯賽：最佳舉球員
- 2021年東京奧運會女子排球比賽：最佳舉球員

### 國家隊
- 2019年女子排球國家聯賽： - 冠軍
- 2021年女子排球國家聯賽： - 冠軍
- 2020年東京奧運會女子排球比賽： - 冠軍